# أوركام ديفايس
أوركام ديفيس هي شركة إسرائيلية تنتج أجهزة تتيح للأسخاص المعاقين بصرياً فهم النصوص الكتابية وتحديد الأشياء من خلال الارتجاع الصوتي لتصف الأشياء التي لا يستطيعون رؤيتها.
وصفت رويترز الجهاز بأنه «كاميرا ذكية لاسلكية» يمكنها عند تركيبها خارج إطارات النظارات قراءة النصوص والتعبير عنها، وكذلك الرموز الشريطية في السوبر ماركت. يتم تحويل هذه المعلومات إلى كلمات منطوقة ويتم إدخالها «في أذن المستخدم».